# Mercedes-Benz W207
La Mercedes-Benz W207 è un'autovettura di fascia medio-alta prodotta dalla casa automobilistica tedesca Mercedes-Benz dal 2009 al 2017 come coupé (C207) e cabriolet (A207) della Mercedes-Benz W212 della Mercedes-Benz Classe E.

## Storia

### Debutto
La gamma C207/A207 viene concepita per sostituire la vecchia gamma W209, corrispondente alla seconda generazione della CLK, in produzione dal 2002: Alla vigilia del lancio della Serie 207, si è acceso un dibattito tra la Casa madre e la Mercedes-USA, ossia la filiale statunitense, il cui amministratore delegato, Ernst Lieb, annunciò la nascita della nuova famiglia di coupé e cabriolet e che queste sarebbero state realizzate a partire dal pianale della Classe C W204. La notizia, che si diffuse a macchia d'olio a livello planetario, venne prontamente smentita dal quartier generale di Stoccarda, il quale dichiarò che la Serie 207 sfruttava il 60% della meccanica della W212 e solo il 40% della meccanica della W204.
A sottolineare quanto dichiarato dalla Casa madre, i due modelli della nuova famiglia di sportive Mercedes-Benz sono stati battezzati rispettivamente E Coupé ed E Cabriolet, proprio al fine di evidenziare la parentela più stretta con la Classe E piuttosto che con la Classe C. In tal modo, si ritorna a sfruttare il pianale della Classe E dopo oltre quindici anni di coupé e cabriolet CLK derivate invece dalle berline compatte della Classe C.
La Serie 207 esordisce inizialmente con la presentazione della E Coupé, svelata al pubblico al Salone di Ginevra del 2009. La commercializzazione viene avviata il 9 maggio dello stesso anno.

### Design ed interni

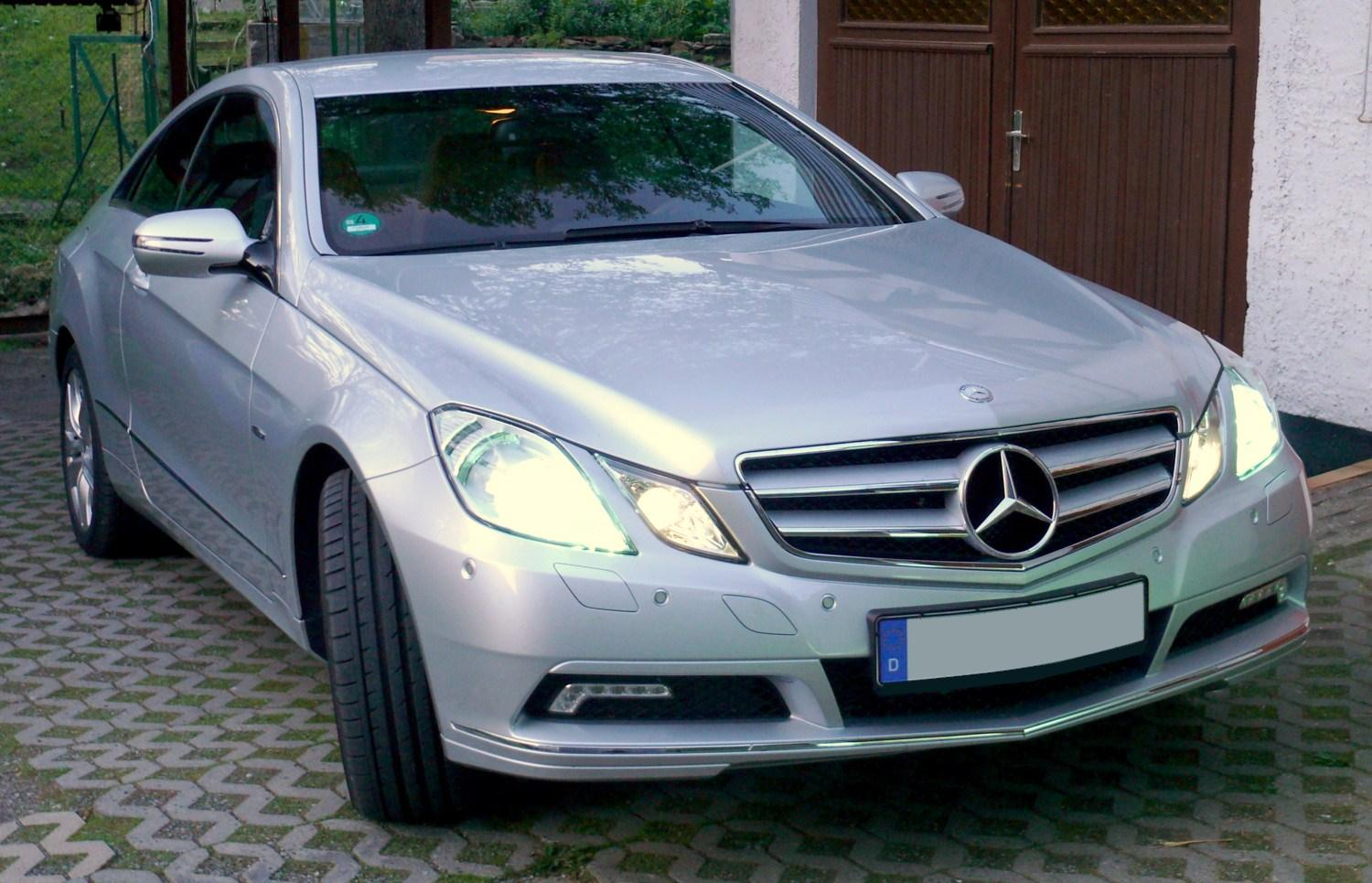
Dettaglio frontale di una E350 Coupé; notare i fari anteriori sdoppiati

Anche visivamente, la nuova coupé di Stoccarda appare strettamente imparentata con la W212, rispetto alla quale se ne distingue ovviamente per il corpo vettura a due porte ed assai più profilato, tanto da raggiungere livelli record nel coefficiente di penetrazione aerodinamica, non solo nella sua categoria, ma anche a livello più generale. Grazie infatti ad un Cx di appena 0.24, la C207 può fregiarsi al suo debutto del titolo di auto di serie più profilata. Tale primato verrà superato quattro anni dopo da un'altra vettura di Stoccarda, la CLA.

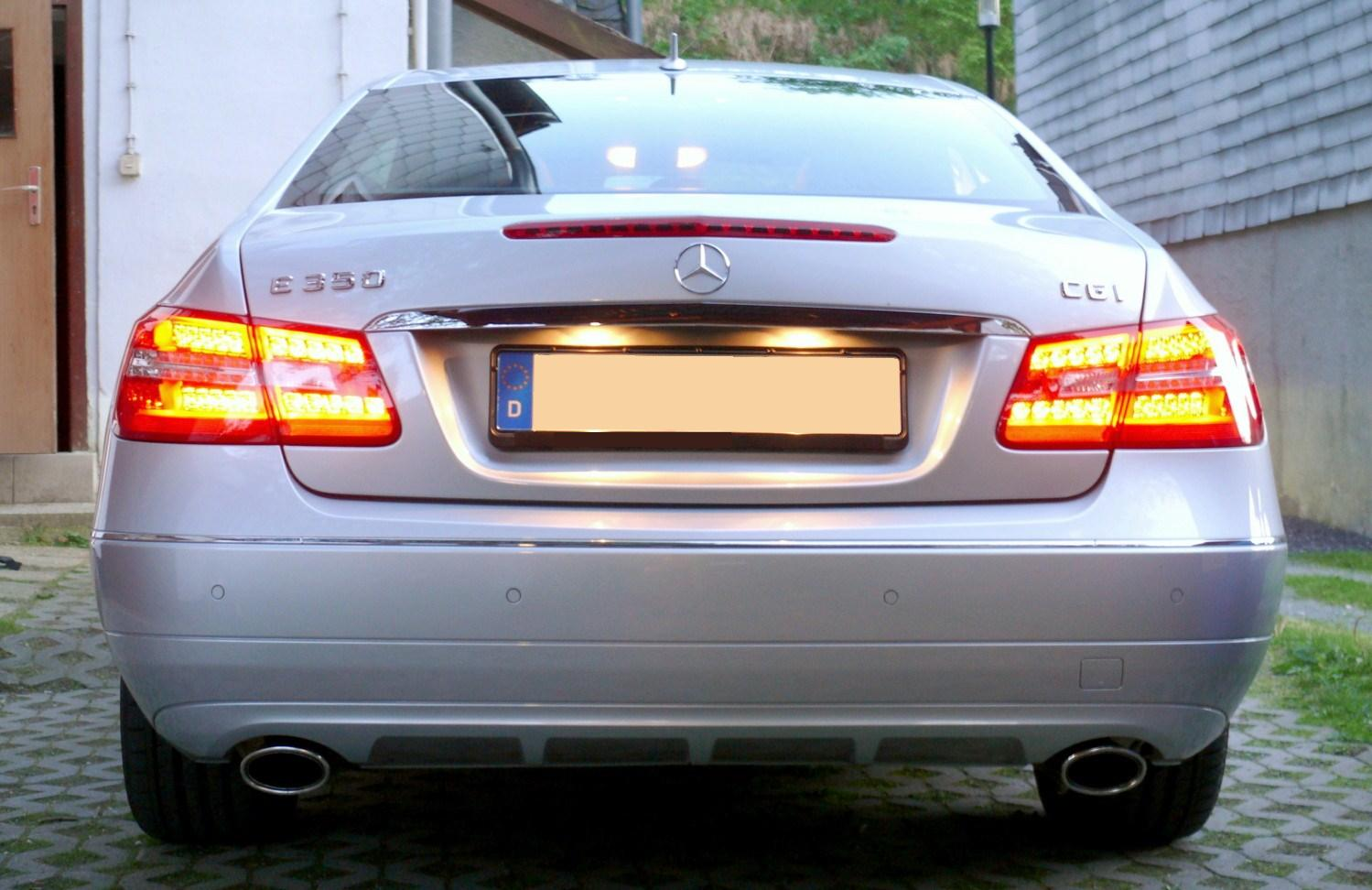
Vista posteriore di una E350 CGI Coupé

La parentela, questa volta anche meccanica, con la W212, è chiaramente visibile già osservandone il frontale a doppi fari quadrangolari, leggermente ridisegnati per conferire maggior aggressività al muso. Spicca inoltre la grande calandra trapezoidale con due barre trasversali ed il grande logo della stella a tre punte, da sempre simbolo della Casa tedesca. Qui sono presenti anche le feritoie mobili ad apertura variabile, atte ad ottimizzare l'aerodinamica in funzione della velocità. Aggressivo è anche il paraurti anteriore, con un'ampia presa d'aria centrale per il raffreddamento del vano motore e due piccole prese d'aria laterali per lo smaltimento del calore dei dischi freno, e che recano anche due fari a led a forma di L. Anche il parabrezza è maggiormente inclinato in modo da conferire una linea più filante al corpo vettura, linea filante che si riesce ad apprezzare specialmente osservando la fiancata, oltretutto anche piuttosto imponente, ma senza per questo risultare appesantita. Anzi, per snellirne la vista sono state utilizzate due nervature laterali (anch'esse ormai un valido espediente adottato anche da altre Case automobilistiche per rendere più dinamica la vista laterale delle vetture), una che passa attraverso gli incavi delle maniglie porta ed una che passa più in basso, nella zona inferiore delle portiere. Oramai, come da tradizione della Casa, anche in questa coupé manca il montante centrale, una soluzione da sempre risultata efficace per donare sportività alla vista d'insieme. Caratteristico è anche il rigonfiamento dei parafanghi posteriori, che sconfina fino all'estremità posteriore. Tale soluzione stilistica, già presente anche nella W212 e che verrà utilizzata di lì a poco pure nella Classe CLS C218, richiama alla mente le Mercedes-Benz Ponton degli anni cinquanta del secolo precedente (vale a dire i modelli W180, W105 e W120). Anche la coda, sebbene riadattata al nuovo modello, richiama la berlina W212, specie nel disegno dei gruppi ottici posteriori romboidali a sviluppo orizzontale.
L'abitacolo rivela anch'esso alcune similitudini con la berlina di segmento E W212, specie nel disegno della plancia, che differisce solo per alcuni particolari, come le bocchette di aerazione di dimensioni minori. Nel complesso si percepisce un efficace mix di eleganza e sportività, con sedili profilati, sia quelli anteriori che i due posteriori, questi ultimi separati. Come spesso accade su vetture di questo tipo, mentre l'abitabilità è buona anteriormente, risulta sacrificata posteriormente, anche se in questo caso non è delle peggiori. Il posto guida è caratterizzato dalla possibilità di avere numerosi dispositivi di regolazione, anche con memorie, sebbene siano solo optional. Come nella precedente CLK seconda serie, anche nella E Coupé sono presenti i porgicintura elettrici che avvicinano automaticamente la cintura a conducente e passeggero anteriore al momento di avviare il motore e partire. La plancia è dominata dal grande display con funzione di navigatore e di gestione del sistema hi-fi. Il software è integrato nel dispositivo Command APS (non di serie su tutti i modelli), con cui il conducente può dialogare grazie alla manopola posta sul tunnel centrale. Buona, per la categoria, la capienza del bagagliaio, con una volumetria massima di 450 litri.

### Struttura, meccanica e motorizzazioni
In parte si è già data un'anticipazione sulla struttura di base della C207 (in seguito condivisa anche dalla versione cabriolet A207): il pianale è quindi quello della berlina W212, ma con passo accorciato di 114 mm, e pari quindi a 2.76 m. Proprio tale misura, che è pari a quella dell'interasse della contemporanea Classe C W204, deve essere stata all'origine dell'equivoco dell'amministratore delegato di Mercedes-Benz USA, Ernst Lieb. In ogni caso, l'impostazione meccanica generale della vettura è quella classica della Casa: motore anteriore longitudinale, trazione posteriore, impianto frenante a dischi (tutti e quattro autoventilanti), avantreno a bracci oscillanti e retrotreno multilink. Lo schema delle sospensioni, pur essendo mutuato dalla berlina W212, prevede però una taratura maggiormente orientata verso una guida sportiveggiante.
La struttura generale della scocca fa uso massiccio di acciai altoresistenziali e lega di alluminio (per esempio per il cofano motore), in modo da avere un significativo risparmio di peso.
I sistemi di sicurezza attiva sono ormai quelli immancabili su vetture di tale rango, ma anche quelli di serie su vetture di fascia inferiore: ABS, ESP e ASR solo per citare i più noti.
Al suo debutto, la C207 era prevista in cinque motorizzazioni, tre a benzina e due a gasolio:
- E250 CGI Coupé: motore a 4 cilindri da 1796 cm³ sovralimentato mediante turbocompressore e con potenza massima di 204 CV;
- E350 CGI Coupé: motore V6 aspirato da 3498 cm³, della potenza massima di 292 CV;
- E500 V8 Coupé: motore V8 aspirato da 5461 cm³, della potenza di 388 CV;
- E250 CDI Coupé: motore a 4 cilindri bi-turbodiesel common rail da 2143 cm³, con potenza di 204 CV;
- E350 CDI Coupé: motore V6 turbodiesel common rail da 2987 cm³, in grado di erogare 231 CV di potenza massima.

Tutte le versioni, ad eccezione del V8, utilizzano la tecnologia BlueEFFICIENCY, atta a contribuire alla riduzione di consumi ed emissioni.
Variegata la disponibilità di varianti di trasmissione: il cambio manuale a 6 marce è di serie solo nella E250 CDI, mentre la E250 CGI monta un automatico sequenziale a 5 rapporti. Le restanti versioni montano invece il cambio automatico sequenziale 7G-TRONIC a 7 rapporti.

### Allestimenti e dotazioni
Uno dei più grossi difetti della gamma 207, fin dal suo debutto, è quello del prezzo elevato anche in rapporto ad una concorrenza di vetture premium notoriamente non regalate come Audi A5 e BMW Serie 3 Coupé, rispetto alle quali richiede un esborso medio del 15% in più. Ciò vale anche e soprattutto in considerazione della dotazione di serie, che pur vantando alcune chicche come l'Attention Assist, scade nell'assenza di accessori ormai immancabili in vetture di questo rango, come i sensori di parcheggio, la telecamera posteriore e la regolazione elettrica del volante. Persino i tappetini ed il posacenere non sono compresi nella dotazione di serie.
I livelli di allestimento previsti per la coupé C207 al suo debutto erano due, denominati Executive ed Avantgarde, disponibili entrambi per qualunque delle motorizzazioni inizialmente previste e così caratterizzati:
- Executive, con dotazione di serie che comprende: ABS, doppio airbag frontale, airbag laterali, autoradio, poggiatesta posteriori, climatizzatore, ESP, ASR, retrovisori esterni elettrici e ripiegabili elettricamente, fendinebbia, vetri elettrici anteriori e posteriori, volante regolabile manualmente, sedile guida regolabile in altezza e sedili posteriori sdoppiabili.
- Avantgarde, con dotazione comprendente quanto già visto per l'allestimento Executive, e con in più il navigatore satellitare ed i fari bi-xeno attivi.

La lista optional comune all'intera gamma prevede invece: antifurto, interni in pelle, tetto apribile, sedili Multicontour, e vernice metallizzata. Quanto non previsto di serie per una versione può comunque essere richiesto con sovrapprezzo.

## Evoluzione

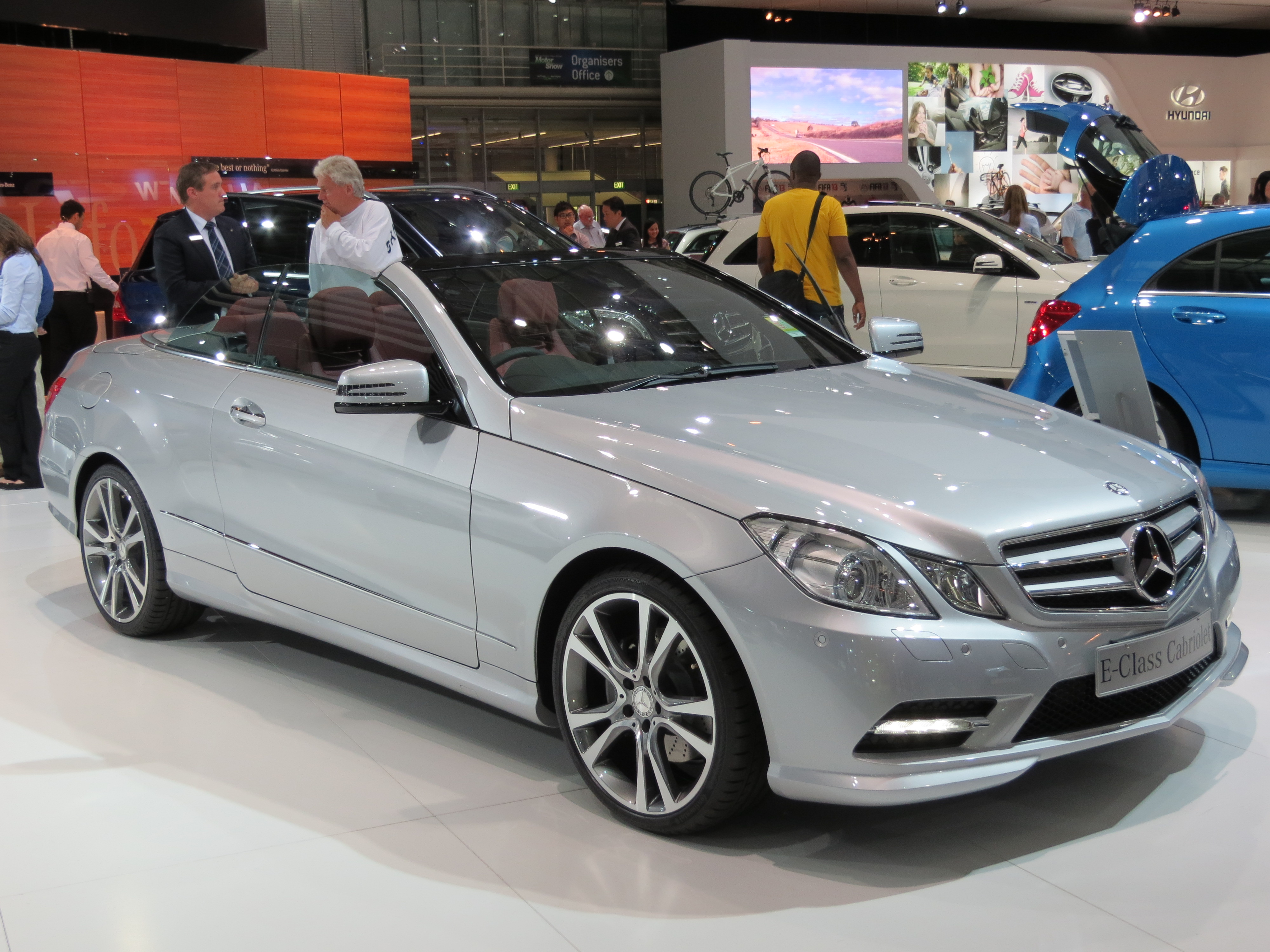
La E Cabriolet, lanciata all'inizio del 2010

La commercializzazione della serie 207 viene quindi avviata nella primavera del 2009, poco dopo la berlina da cui deriva. Inizialmente solo come coupé: a rivestire il ruolo provvisorio di cabriolet rimane la CLK A209 fino a fine anno. Nel dicembre del 2009, poco prima del lancio della cabriolet A207, si ha uno dei primissimi, lievi aggiornamenti, consistente nell'introduzione degli airbag per le ginocchia di serie su tutta la gamma.
Un mese dopo, nel gennaio del 2010, la gamma si amplia con l'arrivo della E200 CGI Coupé, che monta una versione depotenziata del 1.8 Turbo della E250 CGI, in questo caso in grado di erogare una potenza massima di 184 CV. Contemporaneamente viene introdotta anche la E220 CDI Coupé, che monta sempre il motore della E250 CDI, sempre biturbo, ma con potenza ridotta a 170 CV. Sempre nel gennaio del 2010 viene introdotta la E Cabriolet, la cui gamma ricalca quella della coupé.
Nel dicembre del 2010 c'è stato un lievissimo aggiornamento al paraurti anteriore, i cui fari a led a forma di L divengono previsti solo in abbinamento al pacchetto estetico AMG. Chi rinuncia a tale pacchetto può comunque usufruire di fari a led sul paraurti, ma dal disegno lineare, a bacchetta, simile a quello proposto nelle berline della Classe E W212.
Nella primavera del 2011 vengono introdotte la E300 BlueEFFICIENCY e la E350 BlueEFFICIENCY, spinte entrambe dal nuovo V6 M276 da 3.5 litri, rispettivamente delle potenze di 252 e 306 CV. Sul fronte diesel, la E350 CDI BlueEFFICIENCY ricevette un surplus di potenza, passando da 231 a 265 CV. Nella stessa occasione, i cambi automatici divennero tutti a 7 rapporti e con dispositivo Stop&Start integrato. Alla fine dell'estate dello stesso anno, in contemporanea con la gamma W212, la E500 V8 Coupé ha lasciato il listino in favore della nuova E500 Coupé BlueEFFICIENCY, spinta da un nuovo V8 da 4.7 litri con doppia sovralimentazione e potenza di ben 408 CV. Per l'occasione, il cambio automatico 7G-TRONIC ha lasciato il posto al più evoluto 7G-TRONIC Plus, dotato di dispositivo Stop&Start.
Restyling 2013

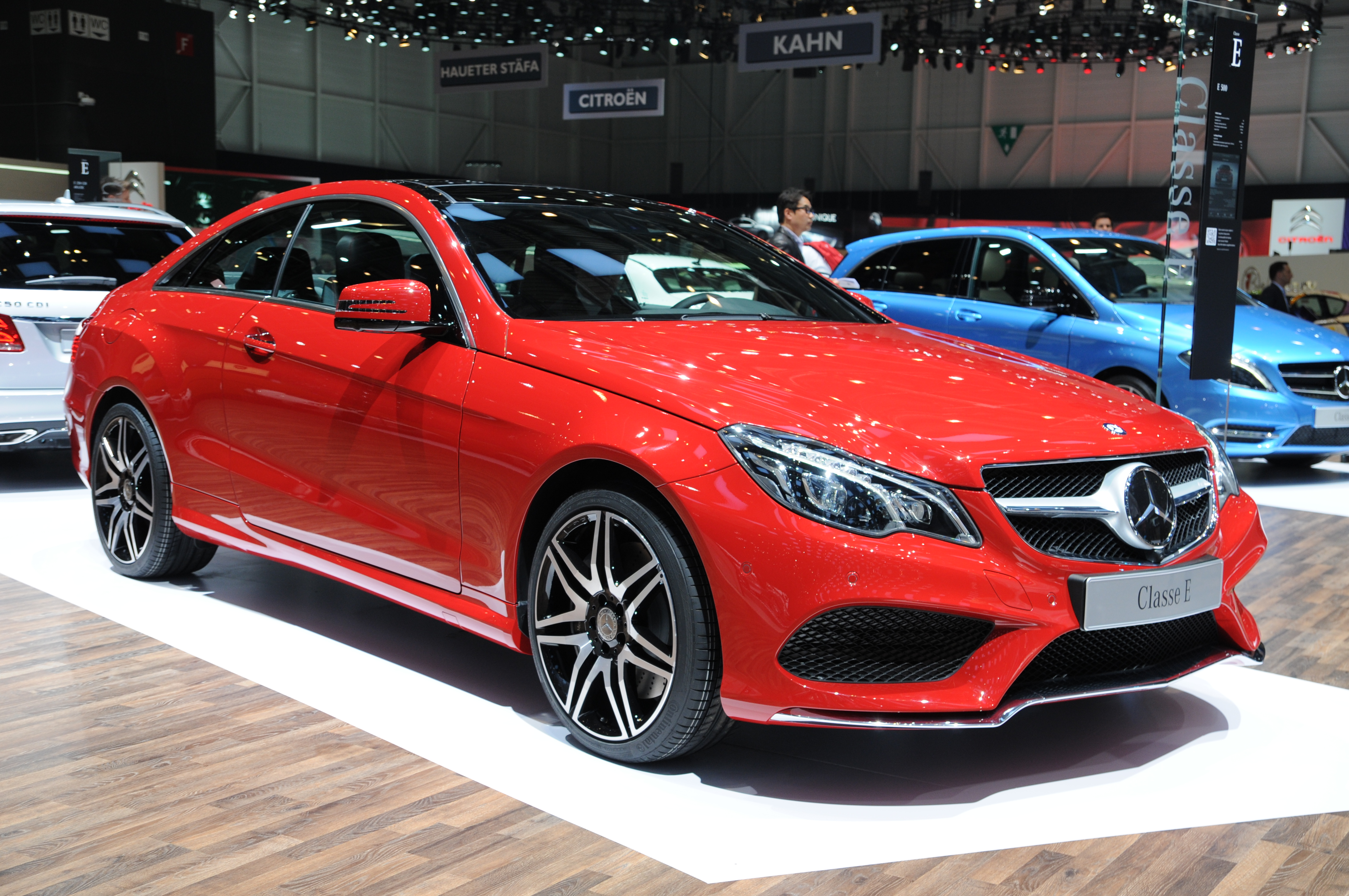
Una E Coupé dopo il restyling d'inizio 2013

Dopo gli aggiornamenti del 2011 non si avranno novità per oltre un anno, vale a dire fino al gennaio 2013, quando al Salone di Detroit viene svelata la nuova gamma delle E Coupé ed E Cabriolet, sottoposte al consueto restyling di mezza età: tale restyling riprende in gran parte quanto avvenuto nello stesso periodo nella gamma W212, e pertanto a cambiare sono i fari anteriori, non più in due parti ma in un blocco unico ed integranti la tecnologia a LED (a richiesta è possibile avere i fari full-LED), il paraurti anteriore a tre prese d'aria, la calandra con una sola barra cromata orizzontale che la taglia a metà e che monta anche un grosso stemma a tre punte della Casa tedesca. Una differenza significativa, rispetto al restyling operato su berlina e SW della gamma W212, sta nel mantenimento della bombatura lungo i parafanghi posteriori, mentre un deciso ridisegnamento è stato quello che ha interessato i fari posteriori. Nell'abitacolo, la leva del cambio sparisce nel caso di versioni con cambio automatico e la selezione dei rapporti avviene solo grazie alla levetta sul piantone dello sterzo (sistema Direct Select). Rinnovate anche le bocchette di aerazione e montato un nuovo orologio analogico. Anche le gamme C207 ed A207, come la W212, acquisiscono il pacchetto Intelligent Drive, un insieme di dispositivi di sicurezza che consentono alla vettura di frenare automaticamente in presenza, per esempio, di un pedone che attraversa inavvertitamente la strada, o anche di un'altra vettura che esegua la stessa imprudente manovra. Per quanto riguarda i motori, si hanno grandi novità sparse un po' per tutta la gamma, specie sul fronte dei motori a benzina: qui la E200 BlueEFFICIENCY cede il passo alla E200 (la denominazione BlueEFFICIENCY tende gradualmente a scomparire da tutta la gamma Mercedes-Benz poiché data per scontata, visto che ormai tutti i modelli l'adottano), spinta da un 2 litri turbo derivato da quello della Classe A e della Classe B, ed in grado di erogare una potenza massima di 184 CV. Lo stesso discorso si applica anche alla E250, il cui 2 litri turbo viene però portato a 211 CV. La E300 BlueEFFICIENCY e la E350 BlueEFFICIENCY rimangono a listino, ma cambiando semplicemente in E300 ed E350. Una vera novità sta nell'arrivo della E400, spinta da un 3 litri biturbo ad iniezione diretta in grado di erogare fino a 333 CV. Ma anche la E350 4MATIC rappresenta una primizia, nel senso che si tratta del primo modello della gamma W207 a montare la trazione integrale, e più in generale della prima coupé Mercedes-Benz (tale versione non è prevista con carrozzeria cabriolet) di fascia media ad annoverare tale soluzione tecnica. Sul fronte dei diesel, invece, l'unica novità sta nell'arrivo della nuova E350 BlueTEC, che va a sostituire la vecchia E350 CDI BlueEFFICIENCY con motore da 265 CV, e lo fa con una nuova unità motrice in grado di erogare una potenza massima di 252 CV, quindi inferiore alla precedente, ma in grado di assicurare lo stesso apporto di coppia motrice, pari a ben 620 Nm già a 1600 giri/min.

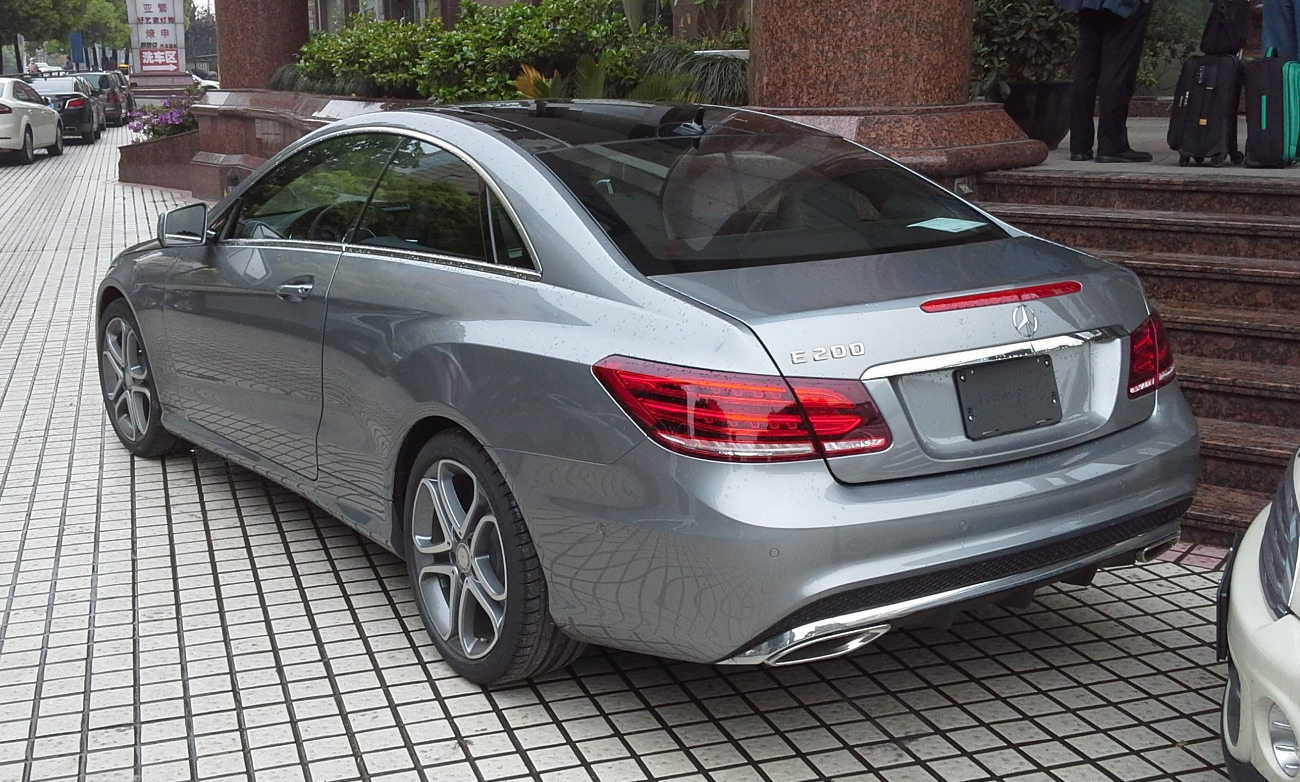
Vista posteriore di una E Coupé dopo il restyling del 2013

Un anno dopo, alla fine dell'estate 2014, la gamma W207 vede numerosi aggiornamenti per quanto riguarda i motori: le versioni E400 pensionano il 3 litri biturbo a favore di un'unità da 3.5 litri, sempre con doppia sovralimentazione e con potenza invariata, ma con maggior disponibilità di coppia motrice ai bassi regimi. Per contro, scompare dai listini la E300 con motore da 252 CV. Sul fronte dei diesel si sono avute novità altrettanto significative: innanzitutto le versioni E220 CDI ed E250 CDI ricevono entrambe la tecnologia BlueTEC, già adottata l'anno precedente dalla E350 BlueTEC. Quest'ultima, dal canto suo, ha visto la propria potenza salire da 252 a 258 CV. Le due nuove versioni a 4 cilindri, invece, non hanno subito variazioni di sorta dal punto di vista prestazionale. Per la E350 BlueTEC, inoltre, è stato introdotto nella stessa occasione un nuovo cambio automatico sequenziale a 9 rapporti, già proposto nel corredo di serie di alcuni altri modelli della Casa.
Da quel momento in poi, la gamma non subì ulteriori aggiornamenti e rimase perciò inalterata fino alla fine del 2016, quando è cessata la produzione. In alcuni listini, la gamma è rimasta presente in forma ridotta nei primi mesi dell'anno seguente per smaltire le scorte giacenti nei magazzini, ma il suo posto è stato di fatto preso dalla nuova gamma W238, inizialmente solo con carrozzeria coupé.

### La E Cabriolet

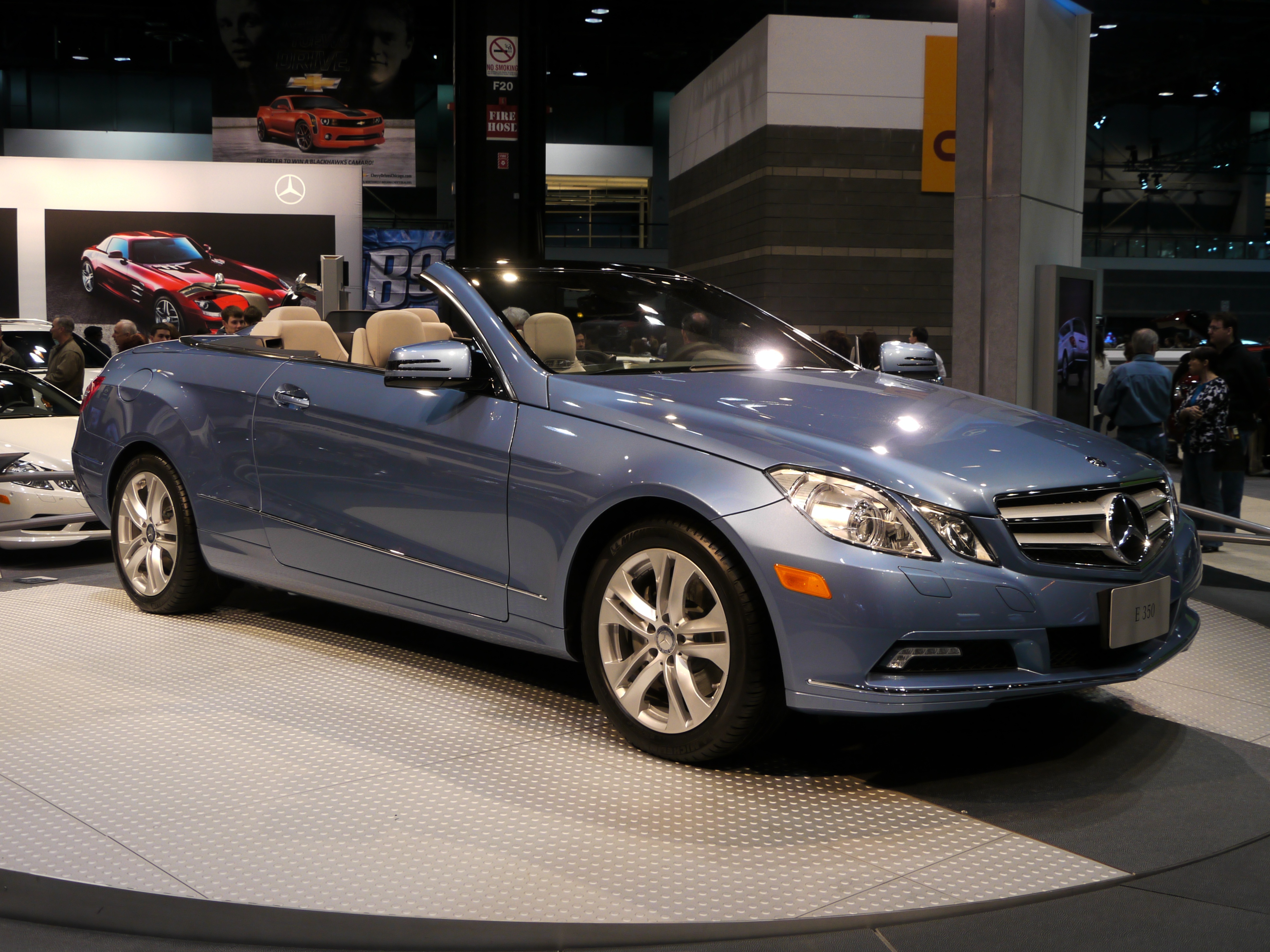
Una E350 CGI Cabriolet

La E Cabriolet (sigla interna A207) viene introdotta all'inizio del 2010 in sostituzione della cabriolet basata sulla seconda generazione della CLK. Si tratta di una cabriolet classica, nel senso che monta ancora la capote in tela, in un'epoca in cui vanno via via prendendo piede i tetti retrattili in metallo. Strutturalmente non differisce di molto dalla coupé, eccezion fatta per i necessari rinforzi alla scocca in modo da conservare un efficace livello di rigidità torsionale, che in ogni caso risulta superiore del 30% rispetto alla precedente CLK Cabriolet. Sempre per quanto riguarda la scocca, è stato necessario introdurre il roll-bar ad estrazione automatica, importantissimo per salvaguardare l'incolumità dei passeggeri, specie quelli posteriori, nell'infausta eventualità di un ribaltamento. A tale scopo sono stati pure notevolmente rinforzati i montanti del parabrezza e sono stati inseriti ulteriori rinforzi all'interno della scocca stessa. A dispetto di tanti irrobustimenti, i progettisti Mercedes-benz sono riusciti a contenere il peso complessivo del corpo vettura ai livelli di quello della precedente CLK Cabriolet. Anche qui, ciò è stato possibile grazie all'impiego massiccio di acciai altoresistenziali, come nella coupé, all'utilizzo di collanti speciali ed all'adozione di un'innovativa tecnica di saldatura denominata RobScan, introdotta proprio nella E Cabriolet.
La linea filante della E Cabriolet denuncia comunque un Cx meno efficace rispetto a quello della E Coupé, e pari a 0.28, un valore comunque di tutto rispetto.
L'abitacolo propone un livello di abitabilità che nei posti anteriori è simile a quello della coupé, mentre in quelli posteriori è peggiore, a causa del vano per la capote che va a sottrarre spazio ai fianchi. Su questo modello debutta un dispositivo denominato AIRCAP, ottenibile a richiesta con sovrapprezzo e consistente in due deflettori situati nella parte superiore del parabrezza, i quali, attivandosi a capote aperta, deviano il flusso dell'aria verso la parte posteriore della vettura, facendo così in modo che il flusso stesso non entri nell'abitacolo causando disagi agli occupanti (specie in condizioni di temperatura esterna bassa). In questo modo è possibile viaggiare a cielo aperto con più comfort anche in presenza di climi meno adatti all'utilizzo di una cabriolet. L'utilizzo dell'AIRCAP è ancor più efficace se abbinato all'AIRSCARF, ossia al dispositivo che soffia aria calda sul collo dei passeggeri attraverso una bocchetta posta sui sedili. Anche la capacità del bagagliaio è inferiore a quella della coupé, poiché scende da 450 a 380 litri.

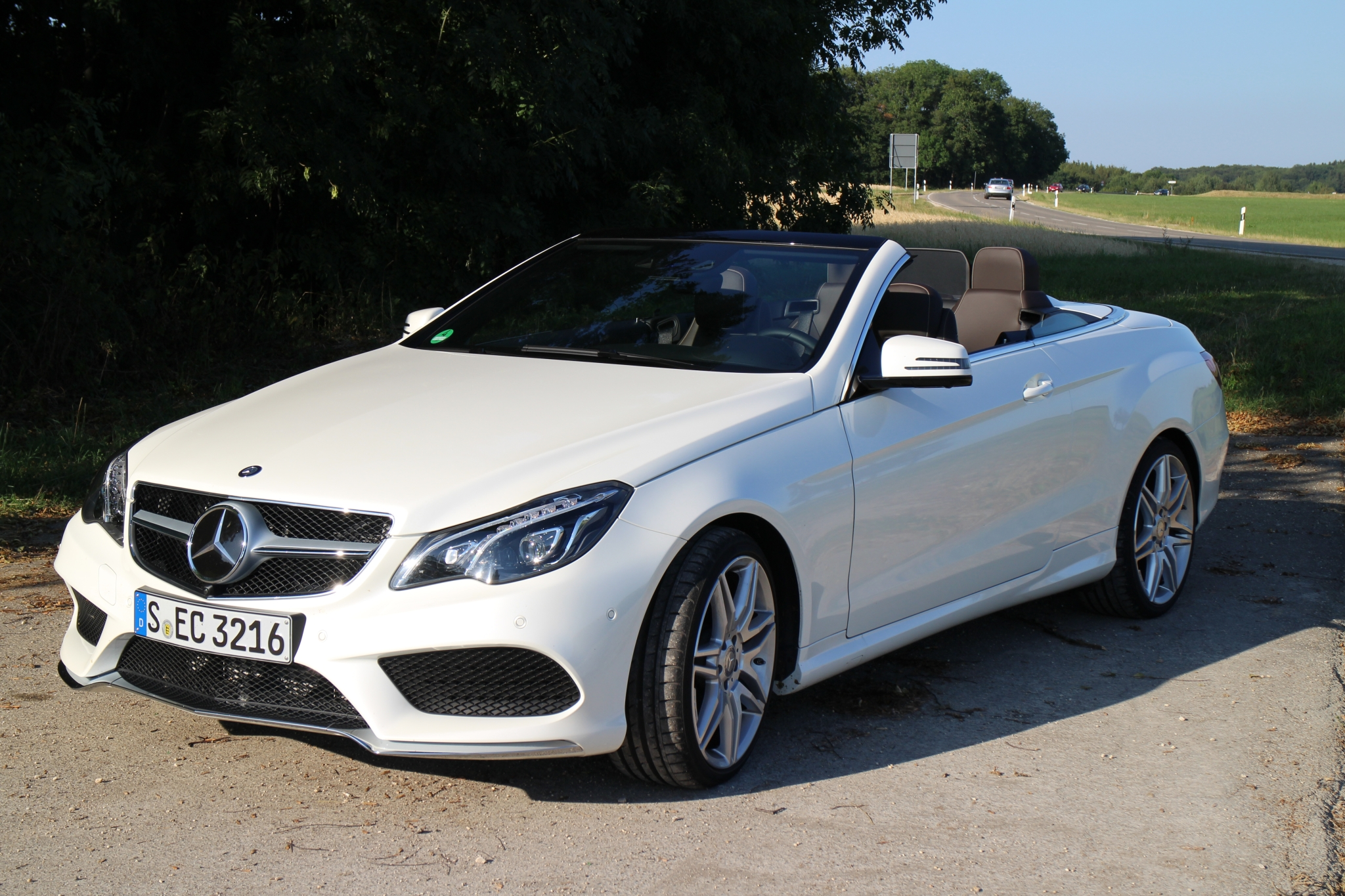
Una E Cabriolet dopo il restyling del 2013

La gamma della E Cabriolet al suo debutto ricalca quella della E Coupé, in tutto e per tutto. Anche la E Cabriolet subisce alla fine del 2010 il leggerissimo aggiornamento al paraurti.
Nella primavera del 2011 anche le cabriolet ricevettero gli stessi aggiornamenti di gamma che nello stesso periodo interessarono le coupé, ed anche nel settembre dello stesso anno, la E500 Cabriolet ha ricevuto il nuovo motore 4.7 biturbo da 408 CV. Nell'aprile del 2013 anche la cabriolet subirà il restyling e gli aggiornamenti di gamma che in contemporanea hanno interessato la coupé. L'unica eccezione, già anticipata in precedenza, è stata nella E350 4MATIC, non prevista con carrozzeria cabriolet.
Nel settembre 2014, la gamma W207 riceve anche gli stessi aggiornamenti ai motori occorsi alla coupé nello stesso periodo, compreso l'arrivo della tecnologia BlueTEC per le versioni E220 ed E250 diesel ed il cambio automatico a 9 rapporti per la versione E350 BlueTEC.
Quando, nei primi mesi del 2017, la versione coupé è stata affiancata dalla C238 (ossia la versione coupé della gamma W238), che in seguito ne prenderà comunque il posto, la cabriolet è rimasta ancora a listino in attesa della nuova versione scoperta, che arriverà solo alla fine dell'estate dello stesso anno.

## Riepilogo caratteristiche
Di seguito vengono riepilogate le caratteristiche delle varie versioni previste per la gamma della Serie 207. I prezzi riportati si riferiscono al livello di allestimento meno costoso ed al momento del debutto nel mercato italiano.
| Mercedes-Benz C207 / A207 (2009-16) |             |              |                       |                |                 |                |                    |                    |              |                     |                    |                      |                    |
| Modello | Carrozzeria | Sigla telaio | Motore                | Cilindrata cm³ | Potenza CV/rpm  | Coppia Nm/rpm  | Cambio/ N°rapporti | Massa a vuoto (kg) | Velocità max | Acceler. 0–100 km/h | Consumo (l/100 km) | Emissioni CO2 (g/km) | Anni di produzione |
| Versioni a benzina |             |              |                       |                |                 |                |                    |                    |              |                     |                    |                      |                    |
| E200 CGI | coupé       | 207.348      | M271DE18AL            | 1796           | 184/5250        | 270/ 1800-4600 | M/6                | 1.485              | 240          | 8"5                 | 7.1                | 164                  | 01/2010-04/2013    |
| E200 CGI | cabriolet   | 207.448      | M271DE18AL            | 1796           | 184/5250        | 270/ 1800-4600 | M/6                | 1.610              | 236          | 8"8                 | 7.4                | 172                  | 01/2010-04/2013    |
| E200 | coupé       | 207.334      | M274DE20AL            | 1991           | 184/5500        | 300/ 1200-4000 | M/6                | 1.510              | 240          | 8"5                 | 7.2                | 167                  | 05/2013-12/2016    |
| E200 | cabriolet   | 207.434      | M274DE20AL            | 1991           | 184/5500        | 300/ 1200-4000 | M/6                | 1.635              | 236          | 8"8                 | 7.4                | 173                  | 05/2013-09/2017    |
| E250 CGI | coupé       | 207.347      | M271DE18AL            | 1796           | 204/5500        | 310/ 2000-4300 | 5G-Tronic          | 1.505              | 248          | 7"6                 | 7                  | 175                  | 05/2009-04/2013    |
| E250 CGI | cabriolet   | 207.447      | M271DE18AL            | 1796           | 204/5500        | 310/ 2000-4300 | 5G-Tronic          | 1.620              | 240          | 7"8                 | 7.9                | 185                  | 01/2010-04/2013    |
| E250 | coupé       | 207.336      | M274DE20AL            | 1991           | 211/5500        | 350/ 1200-4000 | 7G-TRONIC Plus     | 1.560              | 250          | 7"1                 | 6.1                | 142                  | 05/2013-12/2016    |
| E250 | cabriolet   | 207.436      | M274DE20AL            | 1991           | 211/5500        | 350/ 1200-4000 | 7G-TRONIC Plus     | 1.675              | 245          | 7"5                 | 6.5                | 150                  | 05/2013-09/2017    |
| E300 BlueEFFICIENCY1 | coupé       | 207.355      | M276DE35 red.         | 3498           | 252/6500        | 340/ 3500-4500 | 7G-Tronic          | 1.585              | 250          | 6"9                 | 7                  | 164                  | 04/2011-08/2014    |
| E300 BlueEFFICIENCY1 | cabriolet   | 207.455      | M276DE35 red.         | 3498           | 252/6500        | 340/ 3500-4500 | 7G-Tronic          | 1.710              | 250          | 7"2                 | 7.2                | 168                  | 04/2011-08/2014    |
| E350 BlueEFFICIENCY1 | coupé       | 207.357      | M272DE35              | 3498           | 292/6400        | 365/ 3000-5100 | 7G-TRONIC          | 1.595              | 250          | 6"3                 | 8.7                | 199                  | 05/2009-03/2011    |
| E350 BlueEFFICIENCY1 | coupé       | 207.359      | M276DE35              | 3498           | 306/6500        | 370/ 3500-2500 | 7G-TRONIC Plus     | 1.585              | 250          | 6"3                 | 7                  | 164                  | 04/2011-08/2014    |
| E350 BlueEFFICIENCY1 | cabriolet   | 207.457      | M272DE35              | 3498           | 292/6400        | 365/ 3000-5100 | 7G-TRONIC          | 1.715              | 250          | 6"8                 | 8.8                | 206                  | 01/2010-03/2011    |
| E350 BlueEFFICIENCY1 | cabriolet   | 207.459      | M276DE35              | 3498           | 306/6500        | 370/ 3500-2500 | 7G-TRONIC Plus     | 1.710              | 250          | 6"4                 | 7.2                | 168                  | 04/2011-08/2014    |
| E350 4MATIC2 | coupé       | 207.388      | M276DE35              | 3498           | 306/6500        | 370/ 3500-2500 | 7G-TRONIC Plus     | 1.660              | 250          | 6"5                 | 8.4                | 196                  | 10/2013-12/20162   |
| E400 | coupé       | 207.365      | M276DE30AL            | 2996           | 333/5250-6000   | 480/ 1400-4000 | 7G-TRONIC Plus     | 1.650              | 250          | 5"2                 | 7.6                | 177                  | 05/2013-08/20142   |
| E400 | coupé       | 207.361      | M276DE35AL            | 3498           | 333/5250-6000   | 480/ 1200-4000 | 7G-TRONIC Plus     | 1.660              | 250          | 5"2                 | 6.8                | 157                  | 09/2014-12/2016    |
| E400 | cabriolet   | 207.465      | M276DE30AL            | 2996           | 333/5250-6000   | 480/ 1400-4000 | 7G-TRONIC Plus     | 1.775              | 250          | 5"3                 | 7.9                | 185                  | 05/2013-08/20142   |
| E400 | cabriolet   | 207.461      | M276DE35AL            | 3498           | 333/5250-6000   | 480/ 1200-4000 | 7G-TRONIC Plus     | 1.770              | 250          | 5"3                 | 7.2                | 164                  | 09/2014-09/2017    |
| E500 V8 | coupé       | 207.372      | M273E55               | 5461           | 388/6000        | 530/ 2800-4800 | 7G-TRONIC          | 1.640              | 250          | 5"2                 | 10.9               | 254                  | 05/2009-08/2011    |
| E500 V8 | cabriolet   | 207.472      | M273E55               | 5461           | 388/6000        | 530/ 2800-4800 | 7G-TRONIC          | 1.765              | 250          | 5"3                 | 11                 | 257                  | 01/2010-08/2011    |
| E500 BlueEFFICIENCY1 | coupé       | 207.373      | M278DE46AL red.       | 4663           | 408/ 5000-5250  | 600/ 1600-4750 | 7G-TRONIC Plus     | 1.720              | 250          | 5"1                 | 9                  | 209                  | 09/2011-12/2016    |
| E500 BlueEFFICIENCY1 | cabriolet   | 207.473      | M278DE46AL red.       | 4663           | 408/ 5000-5250  | 600/ 1600-4750 | 7G-TRONIC Plus     | 1.830              | 250          | 5"2                 | 9.1                | 213                  | 09/2011-09/2017    |
| Versioni diesel |             |              |                       |                |                 |                |                    |                    |              |                     |                    |                      |                    |
| E220 CDI BlueEFFICIENCY1 | coupé       | 207.302      | OM651DE22LA (651.924) | 2143           | 170/ 3000-42003 | 400/ 1400-2800 | M/6                | 1.585              | 235          | 8"5                 | 5.1                | 133                  | 01/2010-08/2014    |
| E220 CDI BlueEFFICIENCY1 | cabriolet   | 207.402      | OM651DE22LA (651.924) | 2143           | 170/ 3000-42003 | 400/ 1400-2800 | M/6                | 1.710              | 232          | 8"8                 | 5.4                | 143                  | 01/2010-08/2014    |
| E220 BlueTEC | coupé       | 207.301      | OM651DE22LA           | 2143           | 170/ 3000-42003 | 400/ 1400-2800 | M/6                | 1.650              | 235          | 8"5                 | 4.3                | 110                  | 09/2014-12/2016    |
| E220 BlueTEC | cabriolet   | 207.401      | OM651DE22LA           | 2143           | 170/ 3000-42003 | 400/ 1400-2800 | M/6                | 1.770              | 230          | 8"8                 | 4.9                | 127                  | 09/2014-09/2017    |
| E250 CDI BlueEFFICIENCY1 | coupé       | 207.303      | OM651DE22LA           | 2143           | 204/4200        | 500/ 1600-1800 | M/6                | 1.620              | 250          | 7"4                 | 5.1                | 135                  | 05/2009-08/2014    |
| E250 CDI BlueEFFICIENCY1 | cabriolet   | 207.403      | OM651DE22LA           | 2143           | 204/4200        | 500/ 1600-1800 | M/6                | 1.740              | 245          | 7"8                 | 5.6                | 145                  | 01/2010-08/2014    |
| E250 BlueTEC | coupé       | 207.304      | OM651DE22LA           | 2143           | 204/4200        | 500/ 1600-1800 | M/6                | 1.660              | 250          | 7"4                 | 4.5                | 116                  | 09/2014-12/2016    |
| E250 BlueTEC | cabriolet   | 207.404      | OM651DE22LA           | 2143           | 204/4200        | 500/ 1600-1800 | M/6                | 1.785              | 243          | 7"7                 | 5                  | 130                  | 09/2014-09/2017    |
| E350 CDI BlueEFFICIENCY | coupé       | 207.322      | OM642DE30LA           | 2987           | 231/3800        | 540/ 1600-2400 | 7G-TRONIC          | 1.655              | 250          | 6"1                 | 6.8                | 179                  | 05/2009-03/2011    |
| E350 CDI BlueEFFICIENCY | coupé       | 207.323      | OM642LSDE30LA         | 2987           | 265/3800        | 620/ 1600-2400 | 7G-TRONIC Plus     | 1.660              | 250          | 6"1                 | 6                  | 154                  | 04/2011-04/2013    |
| E350 CDI BlueEFFICIENCY | cabriolet   | 207.422      | OM642DE30LA           | 2987           | 231/3800        | 540/ 1600-2400 | 7G-TRONIC          | 1.770              | 250          | 6"9                 | 7                  | 185                  | 01/2010-03/2011    |
| E350 CDI BlueEFFICIENCY | cabriolet   | 207.423      | OM642LSDE30LA         | 2987           | 265/3800        | 620/ 1600-2400 | 7G-TRONIC Plus     | 1.770              | 250          | 6"4                 | 6.2                | 159                  | 04/2011-04/2013    |
| E350 BlueTEC | coupé       | 207.326      | OM642LSDE30LA         | 2987           | 252/3600        | 620/ 1600-2400 | 7G-TRONIC Plus     | 1.730              | 250          | 6"4                 | 5.7                | 150                  | 05/2013-08/2014    |
| E350 BlueTEC | coupé       | 207.326      | OM642LSDE30LA         | 2987           | 258/3600        | 620/ 1600-2400 | 9G-TRONIC          | 1.710              | 250          | 6"1                 | 5.2                | 134                  | 09/2014-12/2016    |
| E350 BlueTEC | cabriolet   | 207.426      | OM642LSDE30LA         | 2987           | 252/3600        | 620/ 1600-2400 | 7G-TRONIC Plus     | 1.850              | 250          | 6"7                 | 5.9                | 156                  | 05/2013-08/2014    |
| E350 BlueTEC | cabriolet   | 207.426      | OM642LSDE30LA         | 2987           | 258/3600        | 620/ 1600-2400 | 9G-TRONIC          | 1.840              | 250          | 6"5                 | 5.3                | 138                  | 09/2014-09/2017    |
| Note: 1Dal 05/2013 la denominazione perde la dicitura BlueEFFICIENCY 2Non prevista per il mercato italiano 3Per il solo mercato belga, la potenza massima è limitata a 163 CV |             |              |                       |                |                 |                |                    |                    |              |                     |                    |                      |                    |